# Olivia Newton-John: Hopelessly Devoted to You
Olivia Newton-John: Hopelessly Devoted to You é uma minissérie australiana baseada na cantora, compositora e atriz australiana Olivia Newton-John. A minissérie estreou em 13 de maio de 2018 e foi concluída em 20 de maio de 2018 na Seven Network.

## Produção
Em novembro de 2016, Delta Goodrem foi anunciada para interpretar o papel principal como Olivia Newton-John. Mesmo que Goodrem seja contratada do canal Nine, eles lhe deram permissão para estrelar a série. Em dezembro de 2016, a série começou a ser filmada em Melbourne.

## Elenco
- Delta Goodrem como Olivia Newton-John[10]
  - Morgan Griffin como Olivia (jovem)
- Kate Jenkinson como Pat Carroll
  - Georgia Flood como Pat (jovem)
- Robyn Malcolm como Irene Newton-John
- Richard Bligh como Brinley Newton-John
- Todd Lasance como Lee Kramer
- Richard Brancatisano como Matt Lattanzi
- George Xanthis como John Travolta
- Paul David-Goddard como John Farrar
  - Ben Shumann como John  (jovem)
- Diana Glenn como Nancy Chuda
- Lucy Honigman como Helen Reddy
- Gyton Grantley como Roger Davies
- Hugo Johnstone-Burt como Bruce Welch
- Anthony Brandon Wong como Patrick McDermott
- Will Ewing como Ian Turpie
- Jeremy Lindsay-Taylor como John Easterling
- Grant Cartwright como Peter Allen
- Alison Bell como Betsy Cox
- Alicia Banit como Chloe Lattanzi
  - Lily Jones como Chloe (jovem)
- Sam Duncan como Johnny O'Keefe
- Samantha Morley como Yvonne McDermott
- Ashley Stocco

## Críticas
De acordo com a filha de Newton-John, Chloe Lattanzi, a série foi criada sem o conhecimento, participação ou consentimento de Olivia. Lattanzi revelou para a revista Women's Day: "O que está incomodando é o modo como foi feita. Nenhuma parte dela veio diretamente de nossa família, é completamente não autorizada. Ninguém nos pediu para participar ou nos consultou sobre precisão. [sic] e é estranho alguns dos momentos mais pesados e mais tristes de nossas vidas foram transformados em uma minissérie fictícia de TV com o único propósito de entretenimento. " Olivia mais tarde consentiu com a série fornecendo os lucros para seu hospital de câncer.

## Trilha sonora
Em 11 de maio de 2018, a Sony Music Australia lançou a trilha sonora I Honestly Love You, que credita Delta Goodrem como artista principal. Inclui 13 faixas; dois como duetos com Olivia Newton-John.

## Home media
Um lançamento em DVD de Código 4 foi lançada na Austrália em 6 de junho de 2018 pela Roadshow Entertainment.